# YouTuber virtuale
Lo YouTuber virtuale (バーチャルユーチューバー?, Bācharuyūchūbā) o VTuber (ブイチューバー?, Buichūbā) è uno streamer che, utilizzando un avatar animato (in 2D o 3D), solitamente in stile anime, pubblica i suoi contenuti (gameplay, cover di canzoni e balli, etc.) attraverso piattaforme di livestreaming come YouTube, Twitch, Niconico e Bilibili.

## Storia
Per quanto vi fossero già stati prima altri YouTuber ad usare una terminologia simile, il termine YouTuber virtuale (in inglese Virtual YouTuber), incomincia ad essere usato dalla fine del 2016 quando Kizuna AI, considerata la prima Vtuber in assoluto, fece il suo debutto su YouTube.  Interpretata dalla seiyū Nozomi Kasuga, Kizuna AI acquisisce la sua fama online (sia in patria che oltremare) grazie al senso di "intimità" che stabilisce tra lei ed i fan interagendo e rispondendo alle loro domande in live. In circa dieci mesi, Ai-chan riesce ad ottenere oltre due milioni di iscritti e viene nominata prima ambasciatrice del turismo dall'Ente Nazionale del Turismo Giapponese (JNTO). A seguire il trend generato dall'improvvisa popolarità di Ai-chan, il numero di VTuber sulle varie piattaforme aumenta esponenzialmente (raddoppiando il loro numero da 2000 a 4000); tra le VTuber più popolari, Kaguya Luna e Mirai Akari seguono Kizuna Ai nella classifica come seconde e terze Youtuber virtuali per popolarità, contando 750000 e 625000 ciascuna. Nekomiya Hinata, un'altra delle pioniere della scena Youtuber virtuali, riesce ad ottenere 500000 iscritti in solo sei mesi. Nel giugno del 2021, Minato Aqua e Shishiro Botan, due dei talenti dell'agenzia giapponese di virtual idol Hololive Production, vengono nominate ambasciatrici virtuali da Red Bull Japan; per commemorare l'evento, Amazon.co.jp annuncia una campagna promozionale in esclusiva che permette di ricevere degli adesivi commemorativi comprando specifici prodotti Red Bull.

## Tecnologie utilizzate
Principalmente, le tecnologie che stanno dietro ai VTuber riguardano il riconoscimento di espressioni facciali, gesti ed altri movimenti che, codificati da software specifici (Xsens, Live2D, FaceRig, etc.), grazie all'utilizzo di infrarossi, di iPhoneX o di attrezzature per VR, vengono letti e rielaborati da software di animazione. Spesso le animazioni si limitano ad espressioni facciali e movimenti semplici su modelli 2D (disegnati da illustratori più o meno professionisti); quando invece il modello da animare è in 3D, si fa ricorso a software di animazione 3D come Unity 3D oppure iClone Motion Live.

## Agenzie di talenti per YouTuber virtuali
In Giappone (ma anche in altri paesi come Cina, Corea del Sud, Indonesia e Stati Uniti d'America), esistono aziende che investono sui VTuber come forma di intrattenimento. Spesso i Vtuber ricevono dalla loro agenzia di origine benefici quali attrezzature per lo streaming, studi di registrazione, nonché visibilità e la possibilità di collaborare con altri VTuber (della stessa o di altre agenzie); la maggior parte delle agenzie non rende pubbliche le informazioni sulla gestione dei talenti o delle tecnologie utilizzate.